# 次世紀ファーム研究所
次世紀ファーム研究所（じせいきファームけんきゅうじょ）は、岐阜県恵那市に存在する研究所と称する施設である。

## 概要
堀洋八郎が開発したヒメガマ（植物）を原料とする健康補助食品「タイファ」（旧真光元・しんこうげん）を用いて農業、養鶏、その他様々な観察・実験を行っている。この旧真光元が体内に入ると「光合堀菌」が生成され、様々な効能があると説いていた。

## 女児死亡事件
2005年（平成17年）7月18日、次世紀ファーム研究所施設内に於いて小児糖尿病I型を患う女子中学生が死亡し、メディアで大きく取り上げられた。この件をめぐり、施設代表・堀洋八郎と施設関係者2名に対し、遺族が慰謝料1億1千万円余りの損害賠償を求めた民事裁判で、2010年（平成22年）3月29日、東京地方裁判所は遺族側の損害賠償請求をいずれも棄却した。最高裁まで争ったが遺族側の敗訴となった。